# Almeida Garrett
João Baptista da Silva Leitão de Almeida Garrett (4. februar 1799 i Oporto—10. december 1854 i Lissabon) var en portugisisk digter.
Fra 1814 studerede Almeida Garrett jura i Coimbra. En onkel, der var biskop af Angra og poet i klassisk smag, gav ham lyst til at forsøge sig i digtekunsten, og fra denne hans første periode stammer nogle tragedier, heltedigte og lyriske digte i stil med onklens. Læredigtet O retrato de Venus vakte anstød ved formentlig slibrighed og foranledigede en proces, hvorunder Almeida Garrett forsvarede sig så godt mundtlig, at han frikendtes. Tragedien Catão er hans bedste ungdomsarbejde; den opførtes 1821 med stort bifald. Efter at digteren 1823 var erklæret landflygtig med mange andre liberale, modtog han i udlandet impulser i en hel anden poetisk retning end den, han hidtil havde fulgt, og skønt han endnu i 1820'erne udtalte sig mod romantikken, var han i virkeligheden allerede påvirket af den, da han som landsforvist skrev det episke digt Camões (1825, på tysk ved Adolf Friedrich von Schack) i rimfrie jamber; og han blev snart Portugals første store romantiker, væsentlig med Byron som mønster. I 1826 kom han til sit fædreland, men arresteredes 1827 under Dom Miguel; det lykkedes ham dog atter at flygte, og han levede nu nogle år i udlandet, indtil det reaktionære regimente styrtedes 1834 af Dom Pedro. Almeida Garrett var med ved belejringen af Oporto som frivillig i det akademiske korps, og efter borgerkrigens slutning blev han medlem af et ministerium, gesandt i Bryssel og Cortesdeputeret. Fra hans udlændighedsperiode kan endnu nævnes Doña Branca (1826, epos) og digtsamlingen Lyrica de João Minimo (1829). Efter sin endelige hjemkomst virkede han mest for genfødelsen af den portugisiske skueplads: 1836 overdrogs det ham at udkaste planen til et nationalteater, og hans skuespil Um auto de Gil Vicente (1838), hvis helt er den gamle digter, der skabte Portugals drama i 16. århundrede, blev epokegørende; det fulgtes af flere dramaer og komedier, navnlig det ypperlige Frei Luiz de Sousa fra 1844, bygget over et nationalt sagn fra 17. århundredes begyndelse. 1834—42 arbejdede han på en samling af portugisiske folkeviser, der udkom i 3 bind med titlen Romanzeiro og for resten også indeholder bearbejdelser og efterdigtninger af Almeida Garrett selv. Hans sidste værk er den smukke erotiske digtsamling Folhas cahidas (1852). I prosa har han forfattet novellen Viagens na minha terra (1837) og den historiske roman O Arco de Sant'-Anna (1846) samt pædagogiske og politiske skrifter. Almeida Garretts Obras udgavs i Lissabon 1854—77 (25 bind).